# Caso de la financiación de PSPV y Bloc
El Caso de la financiación de PSPV y Bloc es una investigación judicial centrada en las finanzas de los partidos PSPV-PSOE y Bloc, partido mayoritario de la Coalición Compromís, entre 2007 y 2011, por presuntos delitos de prevaricación y de malversación de fondos públicos.

## Cronología
En 2016, el Partido Popular trasladó a una comisaría de Valencia una documentación referida a partidas económicas presuntamente vinculadas a campañas electorales de las formaciones socialista y valencianista. Desde diciembre de 2016, el Juzgado de Instrucción 21 de Valencia practicó diligencias, y en enero de 2018 se inhibió, por razones de competencia territorial, a favor de juzgados de instrucción de Gandía (Valencia), Benidorm (Alicante) y Madrid.
En el ámbito de la investigación, se incluyen:
- Actos electorales
- Constructoras
- Adjudicaciones de ministerios
- Agencias de comunicación de la Comunidad Valenciana
- Notas de prensa y marketing
- Eventos y actividades recreativas

El caso salió a la luz pública en marzo de 2018, cuando se sucedieron diversas reacciones políticas. Los partidos en el gobierno valenciano, el PSPV y Compromís (coalición que integra al Bloc) se desvincularon de cualquier irregularidad. Por otra parte, el Partido Popular de la Comunidad Valenciana anunció su intención de personarse como acusación para esclarecer los hechos.